# زن (مجموعه تلویزیونی ایتالیایی)
زن (ایتالیایی: Donna) یک مجموعۀ تلویزیونی ایتالیایی به کارگردانی جانفرانکو جانی است که در سال ۱۹۹۶ منتشر شد.

## بازیگران
- ادویژ فنش
- اوتاویا پیکولو
- آنجلو اینفانتی
- آنیزه نانو
- استفانیا کاسینی